# Скатертина-самобранка
Скатертина-самобранка, або скатерть-самобранка — чарівна скатертина, яка фігурує в казках індійсько-європейського простору, зокрема і в українських народних казках, а також в написаних за їхніми мотивами літературних творах, наприклад, згадується в «Енеїді» Котляревського або в «Баладі про вузлики» Івана Драча. Щоб накрити на стіл, достатньо розгорнути скатертину, і вона тут-таки буде заставлена різноманітними стравами. Після закінчення трапези досить згорнути брудний посуд і недоїдки в скатертину — все зникне.

## Згадки в літературі

### У Котляревського
Описується, щоправда, без згадки самого слова «самобранка», у IV частині (строфа 49) «Енеїди» І. П. Котляревського:
|  | Ось скатерть шльонськая нешпетна, Її у Липську добули; Найбільше в тім вона прикметна, На стіл як тілько настели І загадай якої страви, То всякі вродяться потрави, Які на світі тілько єсть: Пивце, винце, медок, горілка, Рушник, ніж, ложка і тарілка. Цариці мусим сю піднесть. |

### Скатертина-самобранка в братів Грімм
Скатертина-самобранка в німецькому варіанті з'являється в казці, записаній братами Грімм (нім. Tischchen deck dich, Goldesel und Knüppel aus dem Sack). Існує сім різних екранізацій казки у варіанті братів Грімм.

### В інших авторів
- У поемі «Кому на Русі жити добре» М. О. Некрасова.

## У фільмах
- У музичному фільмі «Чародії» (1982) серед розробок НДІНП присутня скатерина-самобранка, що відрізняється досить норовливою і сварливою вдачею

## Мотив скатерини-самобранки
Мотив скатерки-самобранки використовується в розмовній мові як риторична фігура на означення дармівщини. Скатертина-самобранка фігурує як назва деяких закладів громадського харчування, привносячи флер фольклорності й народності кухні.